# Tuckers Corners
Tuckers Corners es una comunidad no incorporada en el municipio de Flannigan, condado de Hamilton, Illinois, Estados Unidos. 